# 中途視覚障害者
中途視覚障害者（ちゅうとしかくしょうがいしゃ）とは、人生の途中で、病気や事故などで視機能の著しい低下で生活に支障を負った人のことである。広義には、幼少期に失明した人も指すが、一般には、生産年齢（15歳から60歳くらい）から高齢にかけ、病気やけがなどで視機能に障害を負った人を指すことが多い。その多くは弱視（またはロービジョン）である。
41歳以上からの中途視覚障害者は、視覚障害者全体のうち半数を占める。

## 原因
日本においては緑内障、糖尿病網膜症、網膜色素変性症が中途視覚障害の三大原因と呼ばれている。そのほかに網膜剥離、ぶどう膜炎、白内障などもある。はしか（麻疹）やハンセン病などの感染症による失明は、現在ではほとんど見られなくなった。近年では加齢黄斑変性の割合が増えている。

## 支障
多くの中途視覚障害者にとって、まず「今までの生活がどれだけ維持できるか」（QOLの維持）が極めて大きな関心事である。特に「同じ仕事が続けられるか」という事には大きな苦難が伴う。運転免許の問題も一例である。
受障後間もない中途視覚障害者は、移動や情報入手の困難さにより、生活に不自由を感じながらも支援の網につながることが少なく、家に閉じこもりがちになると言われている。

## 中途視覚障害者の社会復帰
各地で「中途失明者緊急生活訓練事業」が行われており、歩行訓練や、点字の指導、日常生活動作の訓練を受けることができる。地域によっては緊急性に鑑み、障害者手帳なしでも受けられる場合がある。また、ロービジョンケアを受ける事が有効である場合もある（特にプライマリーロービジョンケア）。また、各地の点字図書館、盲学校、視覚障害リハビリテーション施設、社会福祉協議会等を窓口として、自立の糸口を探ることもできる。